# Trandafirul galben (film)
Trandafirul galben este un film  românesc din 1982, regizat de Doru Năstase. El este cel de-al doilea film din seria Mărgelatu, continuând acțiunea din Drumul oaselor. Rolurile principale sunt interpretate de actorii Florin Piersic, Marga Barbu, George Motoi, Ion Dichiseanu, Ioana Pavelescu și Traian Stănescu.
Acțiunea filmului se petrece în Muntenia, în perioada de dinaintea Revoluției de la 1848. Cu banii obținuți pe odoarele lăsate de domnul Tudor Vladimirescu în grija boierului Stroe Grădișteanu, pe care Mărgelatu le-a protejat cu greu de hoți și de oamenii Agiei, sunt cumpărate arme pe care conjurații le transportă de la Viena în Țara Românească. Cu ajutorul acelor arme, organizația conspiraționistă „Frăția” vrea să declanșeze o revoluție.

## Rezumat
La o nuntă, la care participă protipendada Bucureștiului, oprește o caretă din care cad morți patru boieri: Mitiță Cantacuzène (nașul), Costache Mălinescu, Hristu Vlădoianu și Iancu Iatropol. Pe pieptul fiecăruia se află câte un trandafir galben. Careta fusese atacată de niște bandiți, iar vizitiul, lăsat în viață, a auzit pe unul dintre ei spunând: „Dă-i la cap, Mărgelatule!”. Aga Mavrodineanu (Traian Stănescu), care-l înlocuise pe aga Villara ce fusese omorât, și ceilalți invitați deduc că cei patru boieri fuseseră uciși de Mărgelatu (Florin Piersic). Aga spune că cei patru boieri fuseseră infiltrați în cadrul „Frăției”, iar jocul lor dublu fusese descoperit. Mărgelatu este urmărit de oamenii Agiei, dar reușește să fugă. 
În scopul de a afla ce planuri au bonjuriștii, aga Mavrodineanu o trimite pe Agatha Slătineanu (Marga Barbu) la băi. Agatha intră în relație cu locotenentul artilerist Corlătescu (Vistrian Roman). Între timp, C.A. Rosetti (Constantin Codrescu) și Cezar Bolliac discută la băi cu baronul Burkhardt de la Sibiu; acesta din urmă le dă o trată către David Secker, care locuia pe Mariahilferstrasse nr. 7 din Viena, lângă Școala de manej, căruia îi fusese virată suma de 2 milioane de taleri. Rosetti și Bolliac iau legătura cu lt. Corlătescu, dându-i misiunea să plece a doua zi dimineața la Viena, unde trebuia să ia legătura cu lt. Deivos (George Motoi), omul lor de legătură, care era cazat la Hotelul Prinz Eugen. 
În aceeași noapte, Agatha îl atrage într-o cursă pe Corlătescu, iar omul ei, Marțolea (Papil Panduru), îl ucide pe ofițer și-i fură documentul. În dimineața următoare, Agatha pleacă de la băi, împreună cu Marțolea, către Viena. Corpul lui Corlătescu este aruncat în Olt, fiind găsit la vărsarea Oltului în Dunăre. Aflând de posibila ucidere a lui Corlătescu, Rosetti și Bolliac îl trimit pe Mărgelatu la Viena pentru a lua legătura cu lt. Deivos, sperând ca el să ajungă înaintea Agathei. După sosirea sa la Viena, Agatha se duce la David Secker pentru a pune mâna pe cei 2 milioane de taleri, dar are supriza să afle că pretinsul David Secker era de fapt Mărgelatu care se deghizase pentru a pune mâna pe documentul de la baronul Burkhardt. Agatha este închisă într-o mănăstire de maici, de unde va evada mai târziu cu ajutorul lui Marțolea.
Cu documentul de la Burkhardt, Mărgelatu se duce la adevăratul David Secker de la care primește încărcătura de arme pe care trebuia să le introducă în țară. Agatha, care evadase între timp, ia legătura cu consulul român de la Viena pe care-l previne că Mărgelatu urmează să introducă arme în țară și cere arestarea lui Mărgelatu și a lt. Deivos. Între timp, Mărgelatu face o serie de planuri pentru a scoate armele din Viena. În scopul de a înșela vigilența autorităților, Oseacă (Mihai Mereuță) pleacă cu cinci care cu fân, în care era ascuns un cufăr cu arme, către Sibiu și apoi în Țara Românească. Armele sunt descoperite la granița din apropierea Castelului Bran, dar Oseacă reușește să fugă. De asemenea, boierul Nădăstreanu pleacă cu poștalionul de Buda, în care ia două geamantane cu arme despre care spune că ar aparține la doi prieteni de-ai săi. Și acest transport este oprit de autorități.
Transportul principal de arme este trimis cu șlepul cu marmură de Carrara al Marițicăi Ghica (Ioana Pavelescu), amanta domnitorului Gheorghe Bibescu. Acesta scapă de controlul autorităților, iar Mărgelatu merge și el pe vas. Două zile mai târziu, cu o cursă regulată de la Viena la Giurgiu pleacă Marițica Ghica (care venea de la Veneția), Agatha Slătineanu, lt. Deivos, agentul diplomatic turc Tala'at (Dinu Ianculescu). Pe drum, pe șlepul cu marmură este adăpostit Buză de Iepure (Szabolcs Cseh), fugit din închisoare. Acesta îi spune lui Mărgelatu că uciderea celor patru boieri de la începutul filmului fusese ordonată de Marțolea, un om al Agiei. Scopul uciderii era ca Mărgelatu să fie scos vinovat și arestat. Șlepul ajunge la Giurgiu și este descărcat, dar această operațiune este observată de pe vasul de pasageri de către Agatha. Imediat, doctorul Ghiulamila (Ion Marinescu) a afirmat că camerista Marițicăi Ghica este bolnavă de holeră, iar vasul a intrat în carantină. Bănuind că e ceva în neregulă, Agatha îl trimite pa Marțolea să-l alerteze pe agă.
Pentru a scoate armele din Giurgiu și a le transporta către București, Mărgelatu apelează la un șiretlic. El conduce un convoi cu coșciuge în care pretinde că se află morții de holeră. La intrarea în București se dau lupte, dar oamenii Frăției reușesc să introducă armele în oraș. Mărgelatu este urmărit din nou de oamenii Agiei, dar scapă dintr-o cafenea incendiată, cu ajutorul lui Buză de Iepure.

## Distribuție
- Florin Piersic — Mărgelatu
- Marga Barbu — Agatha Slătineanu
- George Motoi — lt. Deivos, omul de legătură al conjuraților de la Viena
- Ion Dichiseanu — căpitanul Mărgărit de pe șlepul cu marmură
- Ioana Pavelescu — Marițica Ghica, ibovnica principelui Bibescu
- Traian Stănescu — aga Mavrodineanu
- Dinu Ianculescu — agentul diplomatic turc Tala'at
- Papil Panduru — Marțolea
- Vistrian Roman — lt. artilerist Corlătescu
- Szabolcs Cseh — Buză de Iepure (menționat Czech Szabolcs)
- Mihai Mereuță — țăranul Oseacă, conjurat
- Constantin Bărbulescu — consulul austriac de la București
- Constantin Codrescu — conjuratul C.A. Rosetti
- Dorin Varga — consulul român de la Viena
- Ion Marinescu — dr. Ghiulamila
- Nicolae Secăreanu — bancherul vienez David Secker
- Alexandru Lungu - țăran înlănțuit
- Emil Coșeru — țăran înlănțuit
- Costache Diamandi — boierul Mitiță Cantacuzène
- Vasile Constantinescu — boierul Costache Mălinescu
- Jean Lorin Florescu — căpitanul vaporului austriac
- Dan Nasta — boier bărbos
- Andrei Bursaci — ofițer al Agiei
- Viorel Comănici — ofițer, șeful postului de pază de la barieră
- Cornel Gîrbea — țăran înlănțuit pe un pod
- Mihai Berechet — bancherul transilvănean Burkhardt
- Mircea Anghelescu — agentul diplomatic austriac
- Siegfried Siegmund — vizitiu austriac bărbos
- Leni Pințea-Homeag — călugărița austriacă
- Lia Șahighian
- Valeria Ogășanu — boieroaică blondă
- Gabriela Vlad
- Wilhelmina Câta
- Catița Ispas-Bercescu
- Lujza Orosz (menționată Luiza Orosz)
- Ildy Codrescu
- Patricia Grigoriu
- Petre Simionescu
- Emil Mureșan
- Virgil Flonda — membru al mișcării „Dreptate și frăție”
- Simion Negrilă — meșterul austriac care confecționează lăzile
- Gheorghe Șimonca — recepționerul hotelului din Viena
- Mihai Verbițki
- Florin Miron
- Alexandru Mălinescu
- Ion Jugureanu
- Dan Dobre — arnăut care se bate cu Mărgelatu
- Mihai Marta
- Dorel Iacobescu
- Bogdan Stanoevici — soldat al Agiei
- Dan Bădărău
- Teodor Marinescu — boierul Aldea
- Valeriu Voicilă
- Ion Crăciun
- Vasile Popa — agent secret al poliției vieneze
- Vasilica Tastaman — soția dr. Ghiulamila (nemenționată)
- Cristian Șofron  — băiat care servește pe terasă(nemenționat)
- Ilie Vlaicu — agentul poștal austriac din poștalionul de Viena (nemenționat)
- Dumitru Crăciun — grănicer cu mustață groasă (nemenționat)

## Personaje principale
În film, Agia face următoarea descriere a lui Mărgelatu: în jur de 40 de ani, fost militar, vorbește grecește, nemțește și turcește, trage bine cu pistoalele și mânuiește bine sabia. 
Pe la începutul filmului se afirmă că aga Villara fusese omorât de oamenii „Frăției”, iar noul șef al poliției era aga Mavrodineanu, interpretat de Traian Stănescu. În filmele următoare din serie, totuși, șeful poliției va fi denumit iarăși aga Villara și va fi interpretat tot de Traian Stănescu. 
Trandafirul galben este primul film din seria Mărgelatu în care apare personajul Buză de Iepure, interpretat de actorul-cascador Szabolcs Cseh. Regizorii nu vruseră până atunci să-i dea un rol lui Sobi Cseh, afirmând că el era „prea musculos”, dar regizorul Doru Năstase și scriitorul Corneliu Vadim Tudor l-au convins pe scenaristul Eugen Barbu să-i scrie și lui Sobi un rol. „Le-am luat mințile. Mi se spunea: „În sfârșit, un actor ca în Occident”, adică atletic, dinamic”, a afirmat cascadorul. 

## Producție
Scenariul filmului a fost scris de Eugen Barbu și Nicolae Paul Mihail. Romancierul Eugen Barbu era autorul scenariilor celor șase filme din seria Haiducii (1966-1971), pe care le-a scris în colaborare cu Mihai Opriș (toate filmele), cu Nicolae Paul Mihail (primul film) și cu Dinu Cocea (filmele 2, 3 și 6). Filmele din seria Haiducii au avut parte de un mare succes la public, iar Eugen Barbu a scris, împreună cu Nicolae Paul Mihail, scenariile pentru alte șase filme dintr-o serie nouă, denumită seria Mărgelatu.
Filmul a fost realizat în studiourile Centrului de Producție Cinematografică București. Pe post de consultanți au activat dr. Nicolae Stoicescu (consilier istoric) și prof. Szabolcs Cseh (consilier de lupte).

## Novelizare
Scriitorul Nicolae Paul Mihail a scris romanul Trandafirul galben pe baza scenariului acestui film. Romanul a fost publicat de Editura Axis Libri din Galați în anul 2010 și avea 199 de pagini. 

## Recepție
Filmul Trandafirul galben a avut parte de un mare succes la public, fiind vizionat de 5.087.233 de spectatori la cinematografele din România, după cum atestă o situație a numărului de spectatori înregistrat de filmele românești de la data premierei și până la data de 31.12.2007 alcătuită de Centrul Național al Cinematografiei. 
Într-un articol publicat în 1982 în revista Cinema, criticul Eva Sârbu scotea în evidență faptul că acțiunea acestui film a devenit mai complexă în comparație cu cea din Drumul oaselor, numărul personajelor crescând: „Trama filmului s-a mărit considerabil, în ea încap pe lângă trandafir, și spini, și spioni, și talpa țării, și intelighenția ei, și simpatizanți, și diplomați, și un agă fanatic, și soldați cu mâna pe armă, și țăranii gata să pună mâna pe armă, și bancheri, și docheri, și etc.”
Criticul Tudor Caranfil a dat filmului doar o stea din cinci și a făcut următorul comentariu: „Prin intermediul lui Mărgelatu, pașoptiștii cumpără arme, tocmai de la „Viana”, cu cele două milioane de taleri austrieci lăsate moștenire de Tudor Vladimirescu. Eugen Barbu și Nicolae Paul Mihail mai întind o continuare la Drumul oaselor: aceleași comploturi, intrigi și personaje machiavelice, recuzită de roman foileton rămasă în urmă cu jumătate de secol, împodobită cu poligloție franco-germană, știind că pot conta pe cele 5 milioane de clienți ai serialului. Piersic este un Eastwood dâmbovițean, admirabil în deghizări, scump la vorbă, neprecupețit în lovituri, când nu i se atribuie, preț de vreo zece minute, un panegiric al Stambulului de-a dreptul ridicol. Apar, în sfârșit, armele, după care aleargă toată lumea, fără să se înțeleagă la ce anume le-ar servi ele pașoptiștilor. Cel mult pentru pistolul Anei Ipătescu! Personaje istorice reale sunt utilizate pe ficțiuni implauzibile, cu nonșalanța versiunii „insurecției democrat-populare, antiimperialiste” aflate în circulație oficială.”

## Galerie
Locuri de filmare

Biserica Domnița Bălașa
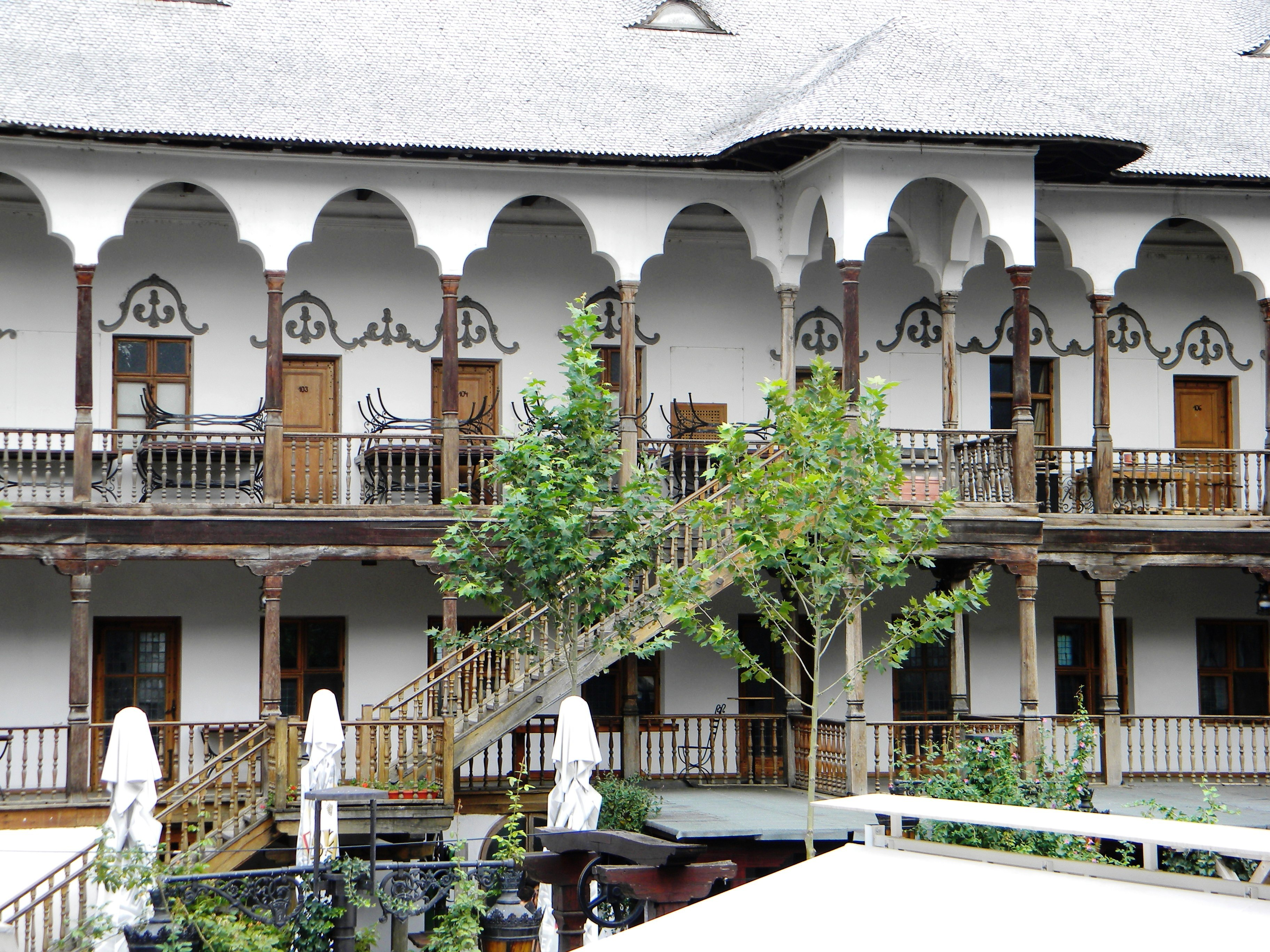
Hanul Manuc
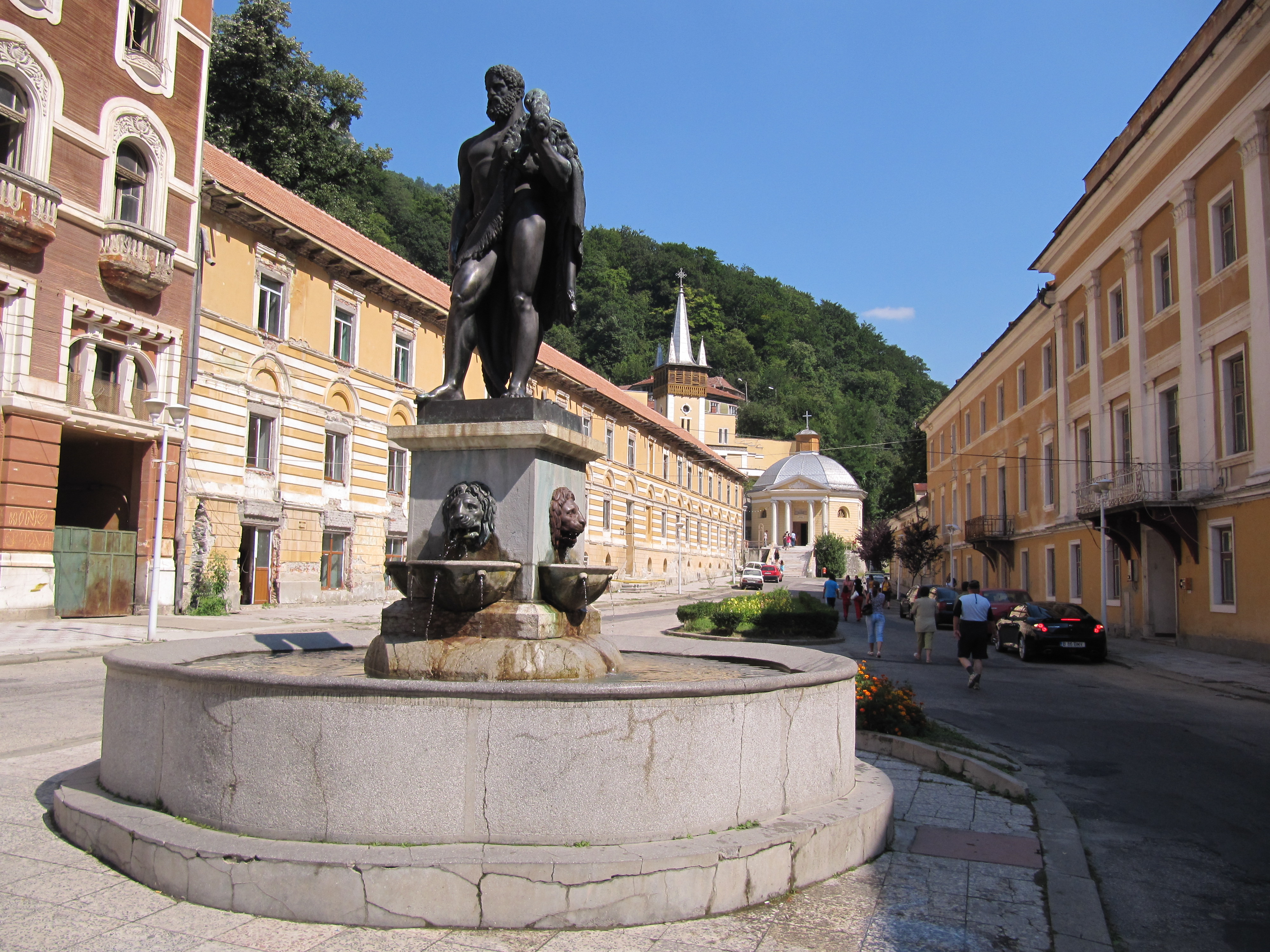
Fântâna lui Hercule de la Băile Herculane
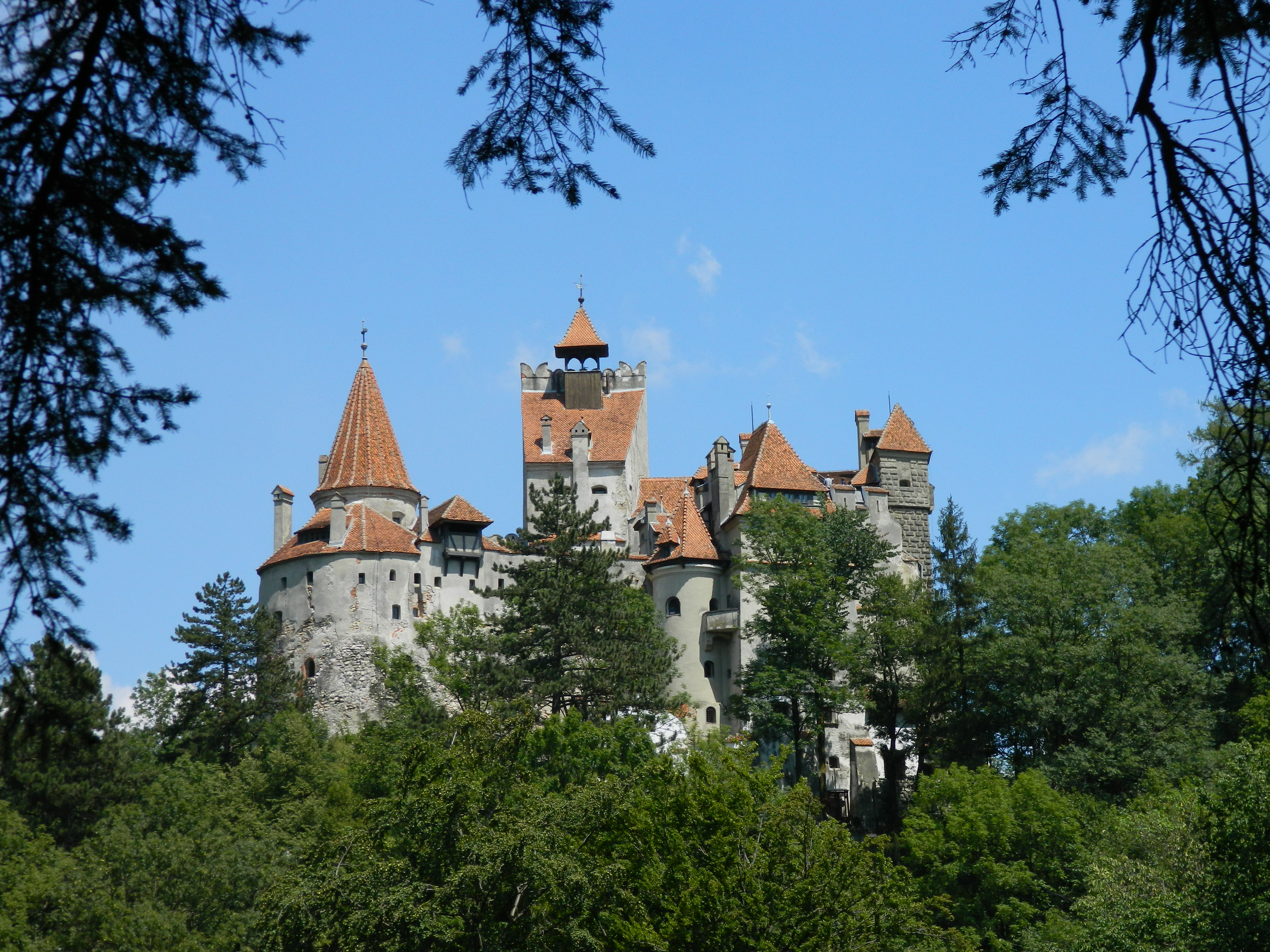
Castelul Bran